# Liberian National Coast Guard
La Liberian National Coast Guard è il corpo di guardia costiera dello Stato africano della Liberia, componente navale delle forze armate nazionali (Armed Forces of Liberia).
Creato nel 1959 a partire da una preesistente sezione navale dell'esercito, il corpo fu espanso negli anni 1970 ma collassò e praticamente scomparve durante il periodo di guerre civili in Liberia tra il 1989 e il 2003. Ricostruita con l'assistenza degli Stati Uniti d'America nel 2010, la guardia costiera liberiana rimane una forza molto piccola dedicata alla sorveglianza delle acque costiere nazionali.

## Storia

Membri della guardia costiera liberiana durante una parata a Monrovia nel 1976

Ufficialmente indipendente dagli Stati Uniti d'America dal 1847, la Liberia affidò inizialmente la sua sicurezza militare a un corpo di milizia mobilitato solo in caso di bisogno. Le prime forze militari professionali liberiane videro la luce nel 1908, quando venne creato un piccolo esercito permanente di 500 uomini comprensivo di una sezione navale dotata di un paio di velieri, incaricata di pattugliare i 580 chilometri di coste del paese affacciate sull'oceano Atlantico. Durante la prima guerra mondiale, nel corso della quale la Liberia militò nel campo degli Alleati, la sezione navale schierava due piccole cannoniere a vapore una delle quali, la President Howard, fu silurata e affondata davanti alla capitale Monrovia dal sommergibile tedesco U-154 il 9 aprile 1918.
Dopo la seconda guerra mondiale, la Libera ampliò e professionalizzò ulteriormente le sue forze armate nazionali, e in questo contesto nel 1959 fu formalmente attivata una Liberian National Coast Guard separata dall'esercito; compito della guardia costiera era di far rispettare la legge e i confini della Liberia nelle sue acque territoriali e nella sua zona economica esclusiva (ampia 249000 chilometri quadrati), di contrastare il contrabbando e l'inquinamento marittimo e di condurre operazioni di ricerca e soccorso in mare. Il naviglio in uso era inizialmente limitato a un paio di motolance degli anni 1940, cui si aggiunse nel 1966 un pattugliatore da 150 tonnellate di dislocamento; tra il 1974 e il 1980 vennero poi acquistate tre motovedette di costruzione statunitense e tre similari unità di costruzione svedese di maggiori dimensioni. Con l'assistenza statunitense, venne realizzata una moderna base navale nel porto di Monrovia, oltre a stazioni marittime secondarie a Buchanan, Greenville e Capo Palmas.

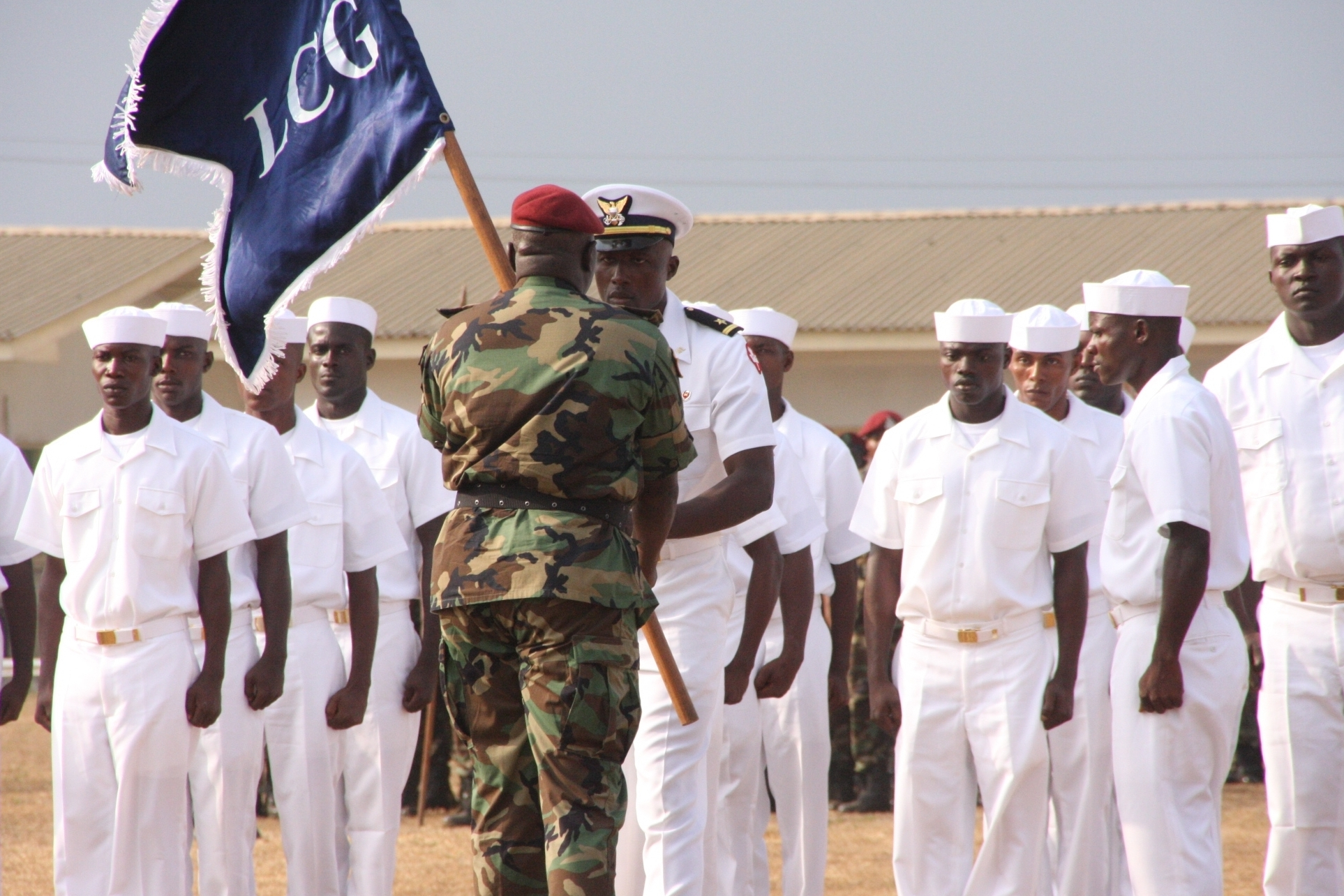
Marinai liberiani durante la cerimonia per il ripristino della guardia costiera nel 2010

Dopo il colpo di Stato che nel 1980 portò al potere Samuel Kanyon Doe, le forze armate liberiane furono ulteriormente potenziate. La guardia costiera fu ridesignata come marina militare (Liberian Navy) e portata a 450 effettivi in totale, mentre il naviglio si arricchì di una moderna cannoniera da 170 tonnellate acquistata in Corea del Sud; il corpo si fece fama di unità più professionale e meglio addestrata delle forze armate liberiane, per quanto afflitta da una carenza di finanziamenti per mantenere costantemente in servizio il suo naviglio. Alla fine del 1989, tuttavia, la Liberia sprofondò in un lungo periodo di instabilità interna, culminato in una prima e una seconda guerra civile; in questo periodo le istituzioni statali di fatto collassarono completamente, e la marina militare liberiana cessò di esistere come forza organizzata mentre tutto il suo naviglio finiva perduto per cause belliche o mancanza di manutenzione.
Dopo la fine della guerra civile nel 2003, nell'ambito della ricostruzione delle istituzioni liberiane la Liberian National Coast Guard fu formalmente riattivata nel febbraio 2010 grazie all'assistenza di una missione di addestramento e assistenza della United States Coast Guard; gli effettivi iniziali ammontavano a sei ufficiali e 44 sottufficiali e marinai, mentre gli Stati Uniti fecero dono di un paio di moderne motovedette oltre a curare la ricostruzione della base navale di Monrovia. Altre due motovedette furono acquistate nel 2014, seguite da un'ulteriore coppia di unità nel 2016.